# Jezioro Como (Nowy Jork)
Jezioro Como – jezioro w Stanach Zjednoczonych, w stanie Nowy Jork, w hrabstwie Cayuga. 
Gatunki ryb zamieszkujące jezioro to: Pomoxis nigromaculatus, bass niebieski, Catostomus commersonii, okoń żółty, Tiger muskellunge, sumik czarny, sumik kanałowy, bass czerwonooki, szczupak amerykański oraz bass słoneczny.